# Jean-Pierre Destrumelle
Jean-Pierre Destrumelle (Cambrai, 2 gennaio 1941 – Sartène, 19 aprile 2002) è stato un calciatore e allenatore di calcio francese, di ruolo centrocampista.

## Carriera
Da calciatore, ha totalizzato 259 presenze e 26 reti nella prima divisione francese, giocando con il Rouen e l'Olympique Marsiglia. Concluse la sua carriera con il Paris Saint-Germain, facendo parte della prima rosa della società e ricoprendo il ruolo di tecnico della squadra delle riserve. Successivamente guidò fra gli anni settanta e ottanta alcune squadre di prima divisione come Valenciennes,  Bastia e Olympique Lione, concludendo la carriera di allenatore come tecnico di alcune squadre amatoriali della Corsica.

## Palmarès
- Coppa di Francia: 2

Olympique Marsiglia: 1968-1969
- Campionato francese di seconda divisione: 1

Paris Saint-Germain: 1970-1971